# John Gillespie Magee

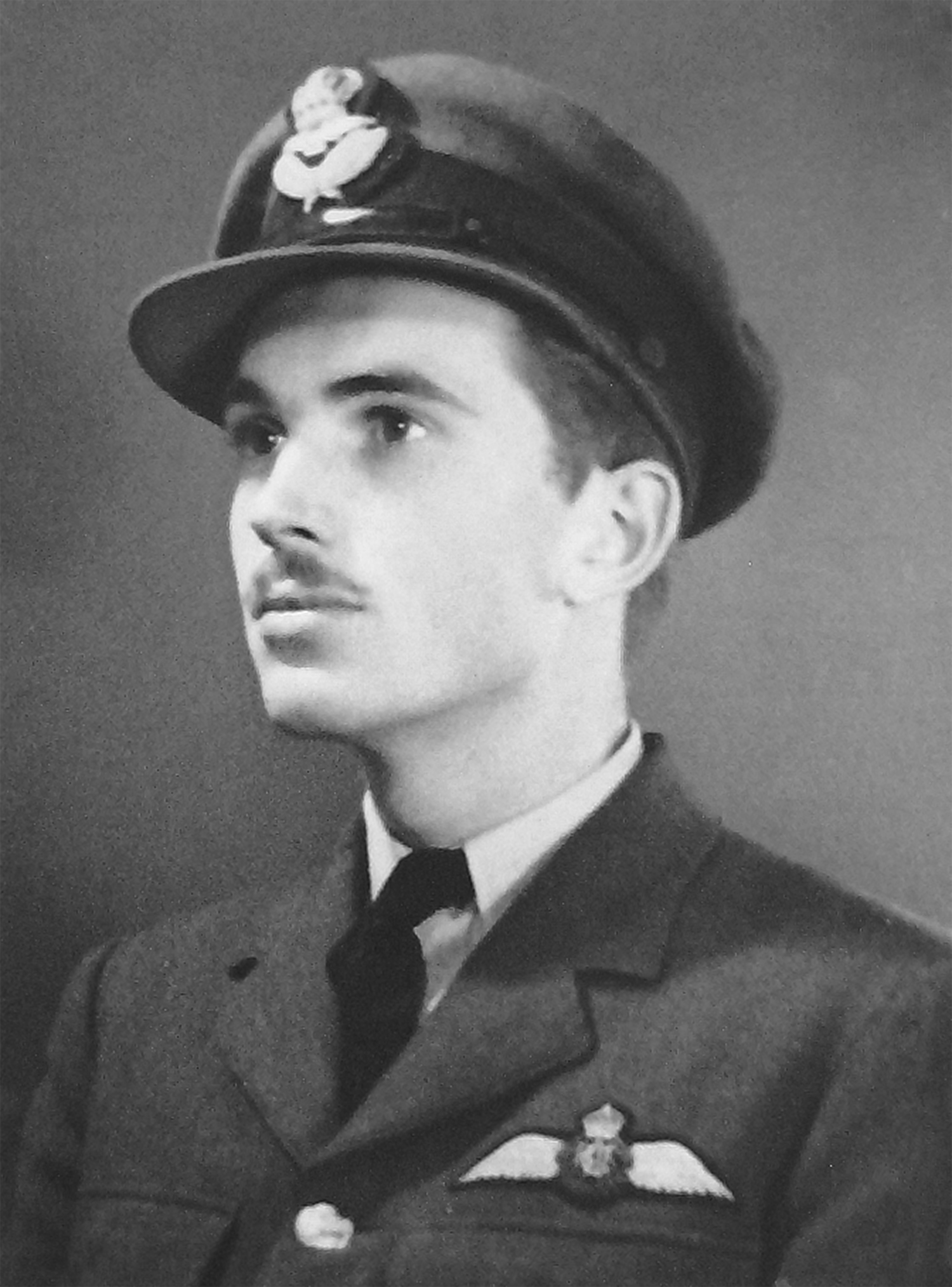
Magee (1941)

John Gillespie Magee, Junior (* 9. Juni 1922 in Shanghai, China; † 11. Dezember 1941 in Lincolnshire, Vereinigtes Königreich) war ein angloamerikanischer Poet und Jagdflieger der Royal Canadian Air Force während des Zweiten Weltkrieges. Er starb bei einer Luftkollision über England, wenige Wochen nachdem er das bekannte Gedicht High Flight verfasst hatte.

## Leben
John Gillespie Magee, Jr. kam in Shanghai, als Sohn eines US-Amerikaners und einer Britin zur Welt, die dort als anglikanische Missionare tätig waren. Sein Vater John Gillespie Magee war schottisch-irischer Abstammung aus einer wohlhabenden und einflussreichen Familie aus Pittsburgh, Pennsylvania, die u. a. das Pittsburgh Magee Hospital und das Magee Building gestiftet hatten. Magee widersagte den Reichtum seiner Familie, wurde episkopaler Priester und nach China gesandt, wo er seine Frau kennenlernte. Faith Emmeline Backhouse, Magee Juniors Mutter, stammte aus Helmingham in Suffolk, England, und war Mitglied der Church Missionary Society. John und Faith heirateten 1921 und hatten neben John junior einen weiteren Sohn. Der Stolz um ihre Wurzeln war der Grund, warum John und sein älterer Bruder Hugh zuerst im Vereinigten Königreich die Grundschule und anschließend in den Vereinigten Staaten ein College besuchen sollten.
John junior wurde 1929 in der American School in Nanjing eingeschult und ging 1931 mit seiner Mutter in das Vereinigte Königreich. Dort besuchte er bis 1935 die St. Clare School bei Walmer, Kent, und anschließend die Rugby School (1935–1939), wo er 1938 den schulinternen Poesiewettbewerb für sich entscheiden konnte. Danach ging John zu seiner Tante nach Pittsburgh und besuchte die Avon Old Farms School in Avon, Connecticut. Im Juli 1940 bekam er ein Stipendium der Yale University, wo sein Vater als Kaplan arbeitete, das er jedoch nicht antrat. Aufgrund des seit September 1939 in Europa tobenden Kriegs trat Magee im folgenden Oktober in die Royal Canadian Air Force ein.

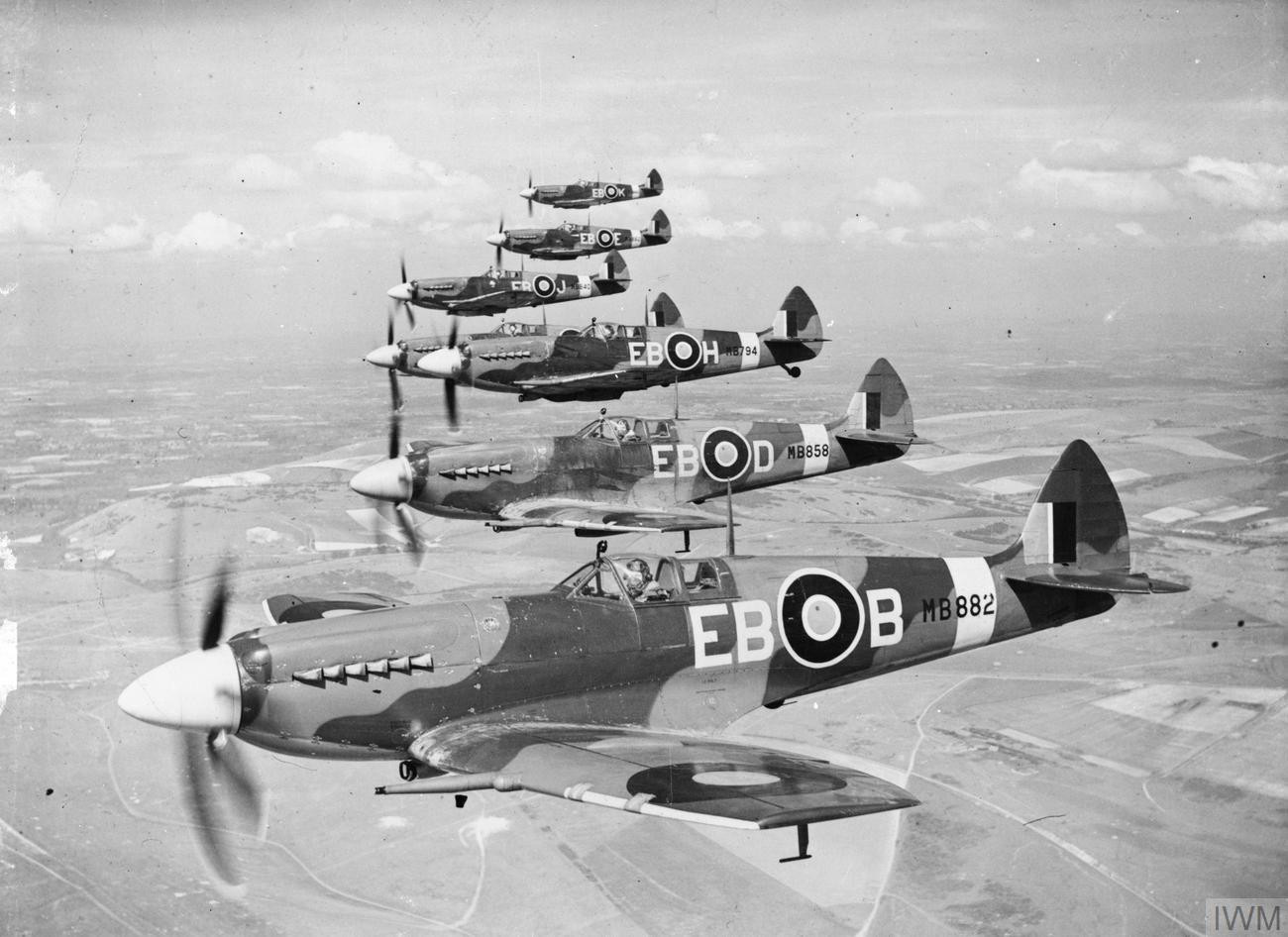
Supermarine Spitfire.

Die folgenden Wochen absolvierte er das Flugtraining in Toronto, Trenton, St. Catharines und Uplands, bevor er im Juni 1941 seine Fluglizenz erhielt. Anschließend wurde Magee in das Vereinigte Königreich versetzt, wo er der in Llandow, Wales, beheimateten No. 53. Spitfire Operational Training Unit (OTU) zugeteilt wurde. Monate später wurde er zu der am 30. Juni 1941 aufgestellten No. 412 Fighter Squadron der Royal Canadian Air Force versetzt, die im englischen Digby stationiert war. Die mit Spitfire-Jagdflugzeugen ausgerüstete Staffel hatte das lateinische Motto „Promptus ad vindictam“ (dt. „Schnell im Rächen“).
John Gillespie Magee starb am 11. Dezember 1941 bei einer Kollision seiner im Sinkflug befindlichen Spitfire (Markierung: VZ-H; Seriennummer: AD-291) mit einem von LAC Ernest Aubrey geflogenen Oxford-Trainingsflugzeug aus dem Luftwaffenstützpunkt in Cranwell. Die beiden Flugzeuge kollidierten in einer Wolke um etwa 11:30 Uhr ca. 400 ft (~120 m) über dem Boden nahe der in Lincolnshire gelegenen Ortschaft Roxholm. Bei der anschließend durchgeführten Flugunfalluntersuchung sagte ein Augenzeuge aus, dass der Spitfire-Pilot (Magee) krampfhaft versucht hatte, die Haube zu öffnen, was ihm auch gelang. Beim Versuch abzuspringen, schlug das Wrack am Boden auf und tötete den Piloten auf der Stelle. Magees Leichnam wurde zwei Tage später auf dem Friedhof von Scopwick in Lincolnshire beigesetzt.

## High Flight
Magees berühmtes Klanggedicht entstand am 18. August 1941, als er in Llandow seinen siebenten Flug in einer Spitfire absolvierte. Als er mit seiner Spitfire Mk. I auf eine Flughöhe von 33.000 ft (~10.000 m) stieg, wurde Magee zu den ersten Zeilen von High Flight inspiriert, das er nach Beendigung des Trainingsfluges fertigstellte. 
Eine Abschrift des Gedichtes fügte er einem Brief an seine Eltern bei, die zu dieser Zeit in Washington, D.C. lebten. Magees Vater war Pastor der St. John’s Episcopal Church am Lafayette Square und druckte das Gedicht in einer Ausgabe des Pfarrbriefes ab. Größere Bekanntschaft erlangte High Flight im Februar 1942, als es der Leiter der Library of Congress Archibald MacLeish in einer Ausstellung von Gedichten mit dem Titel Faith and Freedom veröffentlichte. Bis heute befindet sich das Manuskript in den Sammlungen der Kongressbibliothek.
Seitdem ist High Flight ein Lieblingsgedicht poetisch veranlagter Piloten und vor allem von Astronauten sowie das offizielle Gedicht der Royal Canadian Air Force und der Royal Air Force. An der United States Air Force Academy müssen Kadetten im ersten Ausbildungsjahr High Flight sogar auswendig rezitieren können. Auszüge davon zieren außerdem zahlreiche Grabsteine am Nationalfriedhof Arlington und anderen Veteranenfriedhöfe.
Magees Gedicht wurde mehrmals vertont, u. a. von John Denver in seinem 1983 erschienenen Album 
It’s About Time, und von zahlreichen US-amerikanischen TV-Sendern in kurzen Einführungsfilme verwendet. Hight Flight hielt auch Einzug in diversen Büchern, wie in Brigadier General Robert Lee Scotts Autobiografie God is My Co-Pilot und als Epigraph in Arthur Haileys Romanvorlage zum bekannten Film Airport. NASA-Astronaut Michael Collins nahm eine Abschrift zu seinem ersten Raumflug mit und erwähnte es in seiner Autobiografie Carrying The Fire. Der langjährige NASA Flight Director Gene Kranz beendete im Buch Failure Is Not An Option das Apollo 11 behandelnde Kapitel mit High Flight.
Am 28. Januar 1986 beendete US-Präsident Ronald Reagan seine Rede an die Nation anlässlich der Explosion der Raumfähre Challenger, bei der alle sieben Astronauten ums Leben gekommen waren, mit Anfangs- und Endzeile des Gedichts.
High Flight
| Oh! I have slipped the surly bonds of Earth And danced the skies on laughter-silvered wings; Sunward I’ve climbed, and joined the tumbling mirth of sun-split clouds, — and done a hundred things You have not dreamed of—wheeled and soared and swung High in the sunlit silence. Hov’ring there, I’ve chased the shouting wind along, and flung My eager craft through footless halls of air.... Up, up the long, delirious, burning blue I’ve topped the wind-swept heights with easy grace Where never lark nor ever eagle flew— And, while with silent lifting mind I’ve trod The high untrespassed sanctity of space, Put out my hand, and touched the face of God. | Oh! Ich bin den mürrischen Fesseln der Erde entschlüpft Und tanzte durch den Himmel auf durch Lachen versilberten Flügeln. Ich stieg der Sonne entgegen, und traf auf die taumelnde Freude von durch die Sonne geteilten Wolken, - und habe hundert Dinge getan von denen Du niemals geträumt hast - gerollt und aufgestiegen, empor geschwungen Hoch in die sonnendurchflutete Stille. Dort schwebend habe ich den schreienden Wind gejagt, und schleuderte Meine begierige Maschine durch bodenlose Hallen aus Luft. Hoch, hoch hinaus, entlang des wie wahnsinnig brennenden Blaus, Habe ich die windgepeitschten Höhen mit einer Leichtigkeit des Seins überboten, Wo niemals Lerchen noch jemals Adler flogen. Und, während ich mit still erhabenem Gemüt Die undurchdringliche Heiligkeit des Weltalls betrat, Streckte ich meine Hand aus und berührte das Antlitz Gottes. |

## Biografien
- The Complete Works of John Magee, The Pilot Poet, including a short biography by Stephen Garnett. Cheltenham, Gloucestershire: This England Books, March 1989.
- Icarus: An anthology of the poetry of flight. Macmillan, London, 1938.
- Sunward I’ve Climbed. Hermann Hagedorn, The Macmillan Company, New York, 1942.